# Évora
Évora (portugisiska: [ˈɛvuɾɐ] ( lyssna)) är en stad och kommun i södra Portugal, 100 km sydöst om Lissabon.
Staden är huvudorten i kommunen Évora, vilken ingår i distriktet Évora, och är också en del av Nuts 2-regionen Alentejo (Região do Alentejo).

## Historik
Évora har kvar delar av sina gamla stadsmurar, och rymmer en mängd byggnader och minnesmärken från såväl romersk som arabisk tid. Bland senare tides byggnader märks den gotiska domkyrkan. Staden hette under antiken Ebora och kallades av Augustus för Ebora Liberalitas Julia. Den blev biskopssäte under det Västgotiska riket på 400-talet och 1544 ärkebiskopssäte. 712-1162 innehade Morerna staden. Genom ett fördrag i Évora avstod Dom Miguel från Portugals krona.

## Indelning
Kommunen har 56 596 invånare (2020) och en yta på 1 307 km².
Den består av tolv freguesias (kommundelar).
- Bacelo e Senhora da Saúde
- Canaviais
- Évora (São Mamede, Sé, São Pedro e Santo Antão)
- Malagueira e Horta das Figueiras
- Nossa Senhora da Graça do Divor
- Nossa Senhora da Tourega e Nossa Senhora de Guadalupe
- Nossa Senhora de Machede
- São Bento do Mato
- São Manços e São Vicente do Pigeiro
- São Miguel de Machede
- São Sebastião da Giesteira e Nossa Senhora da Boa Fé
- Torre de Coelheiros

## Etymologi
Namnet Évora kommer från det latinska ortsnamnet Ebora, som i sin tur härstammar från det keltiska ordet eburo (”idegran”), med betydelse "idegranarnas stad". 

## Utbildning
- Évoras universitet

## Sevärdheter
Staden är känd för sitt romerska tempel från 200-talet (Templo de Diana) och för sin ståtliga katedral från 1100-talet (Sé de Évora).
- Templo de Diana (Dianatemplet; romersk ruin från 200-talet)
- Sé de Évora (Katedralen; 1100-talet)
- Muralhas de Évora (Stadsmuren; romersk och arabisk ringmur)
- Universidade de Évora (Évoras universitet; 1559)
- Museu Municipal de Évora (Évoras regionalmuseum)

### Världsarv
- Évoras historiska centrum

Évoras gamla stad förklarades som ett världsarv av Unesco år 1986.

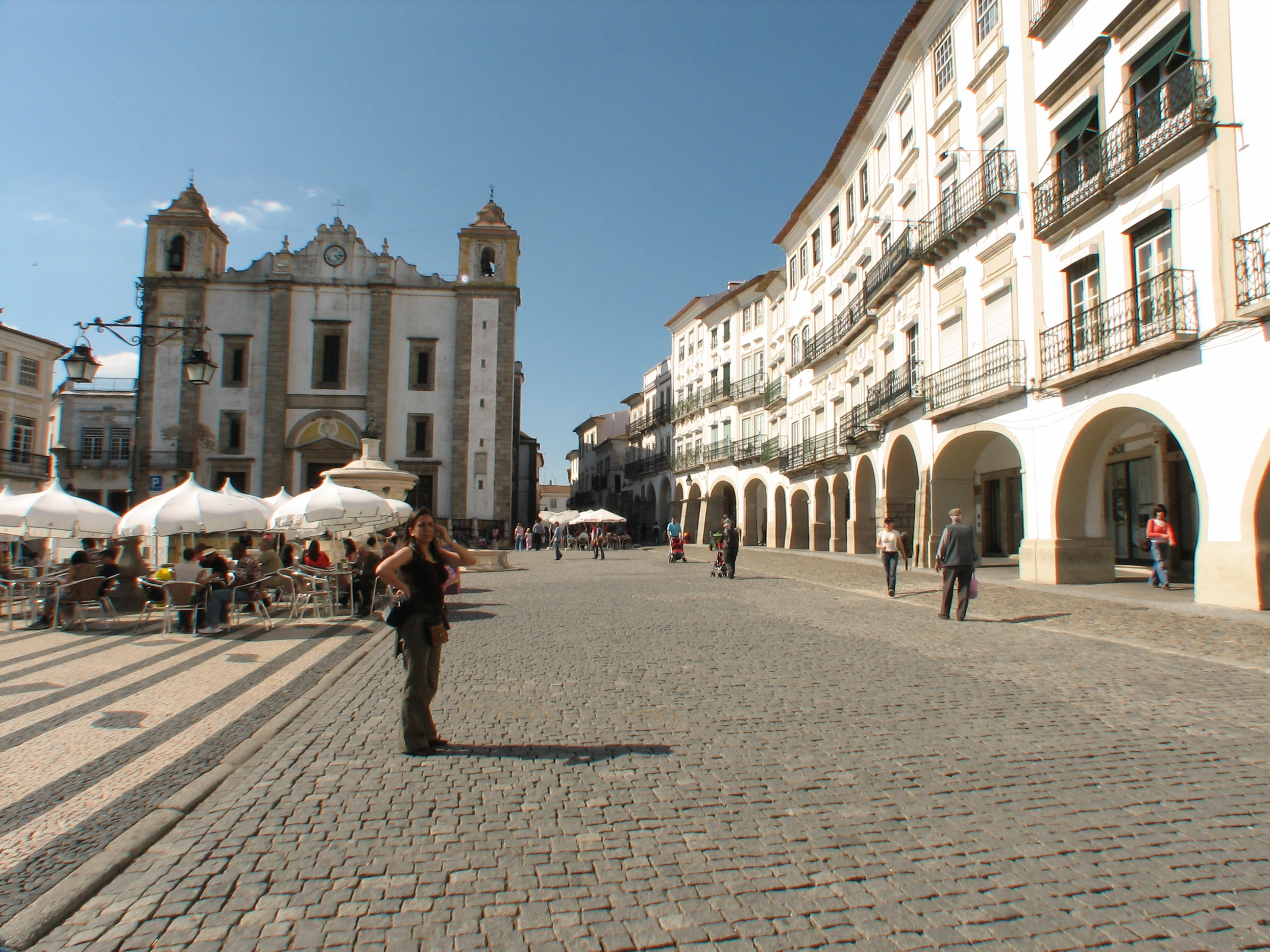
Praça do Giraldo i Évora
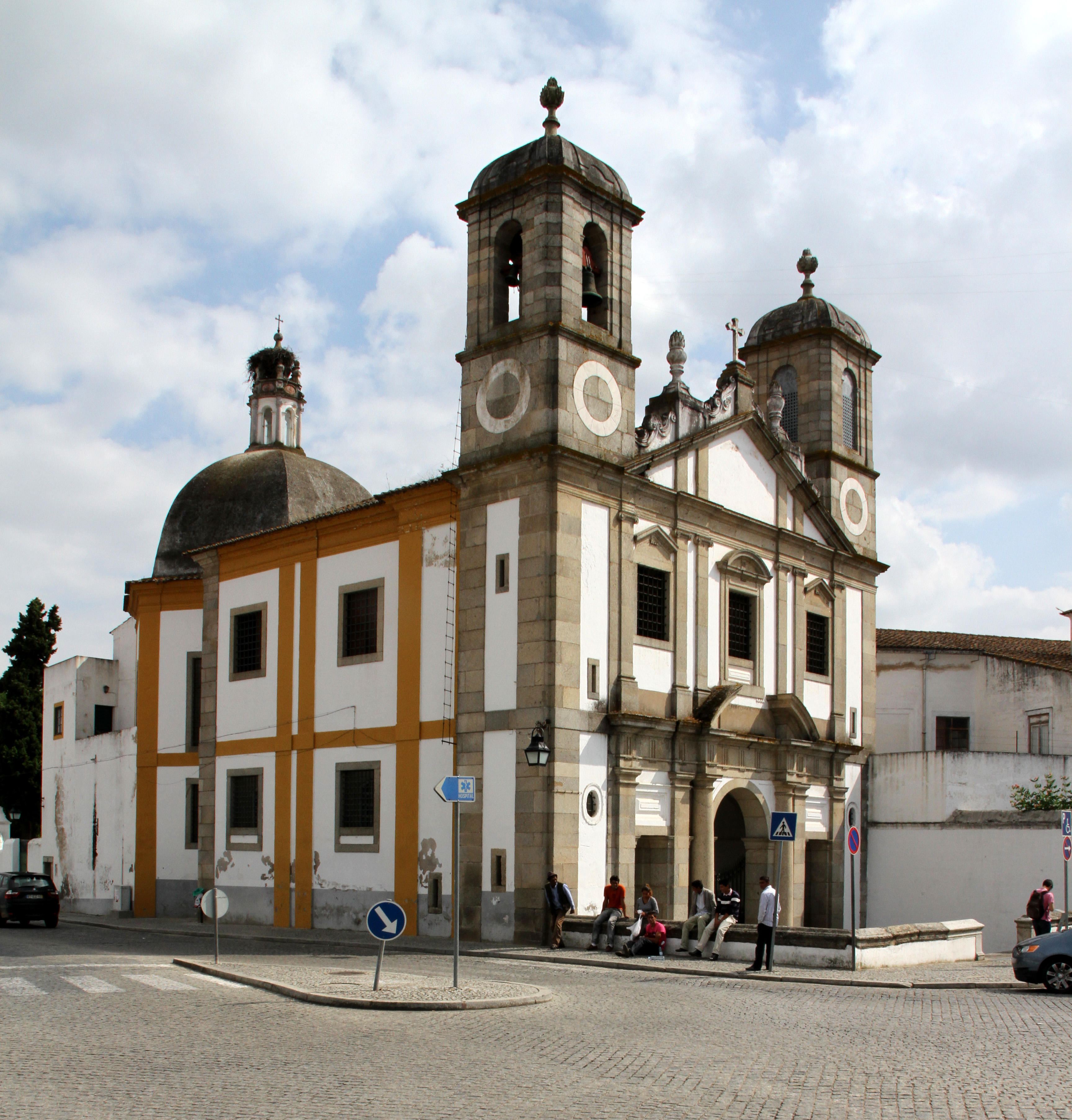
Senhor Jesus da Pobreza
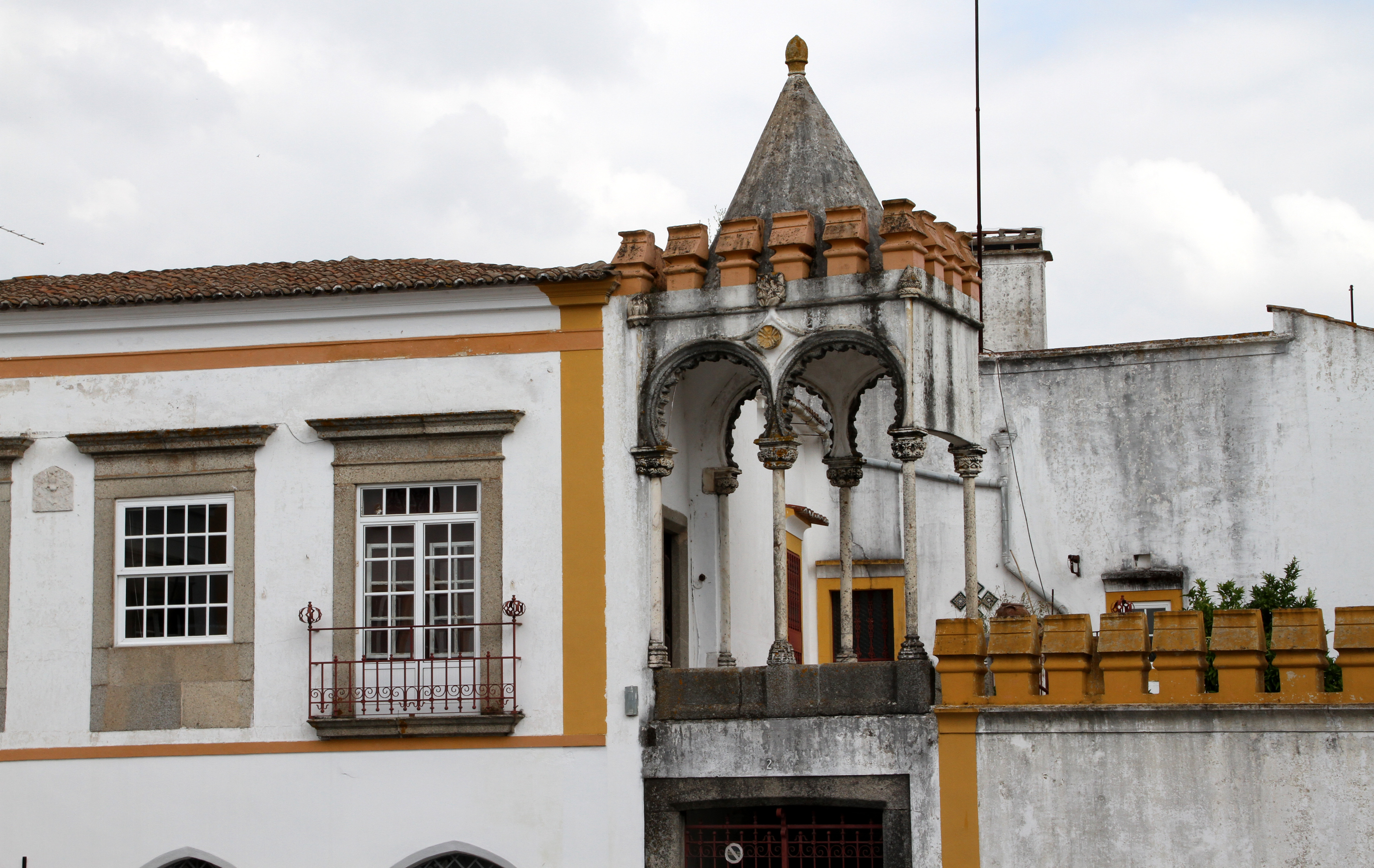
Casa Cordovil
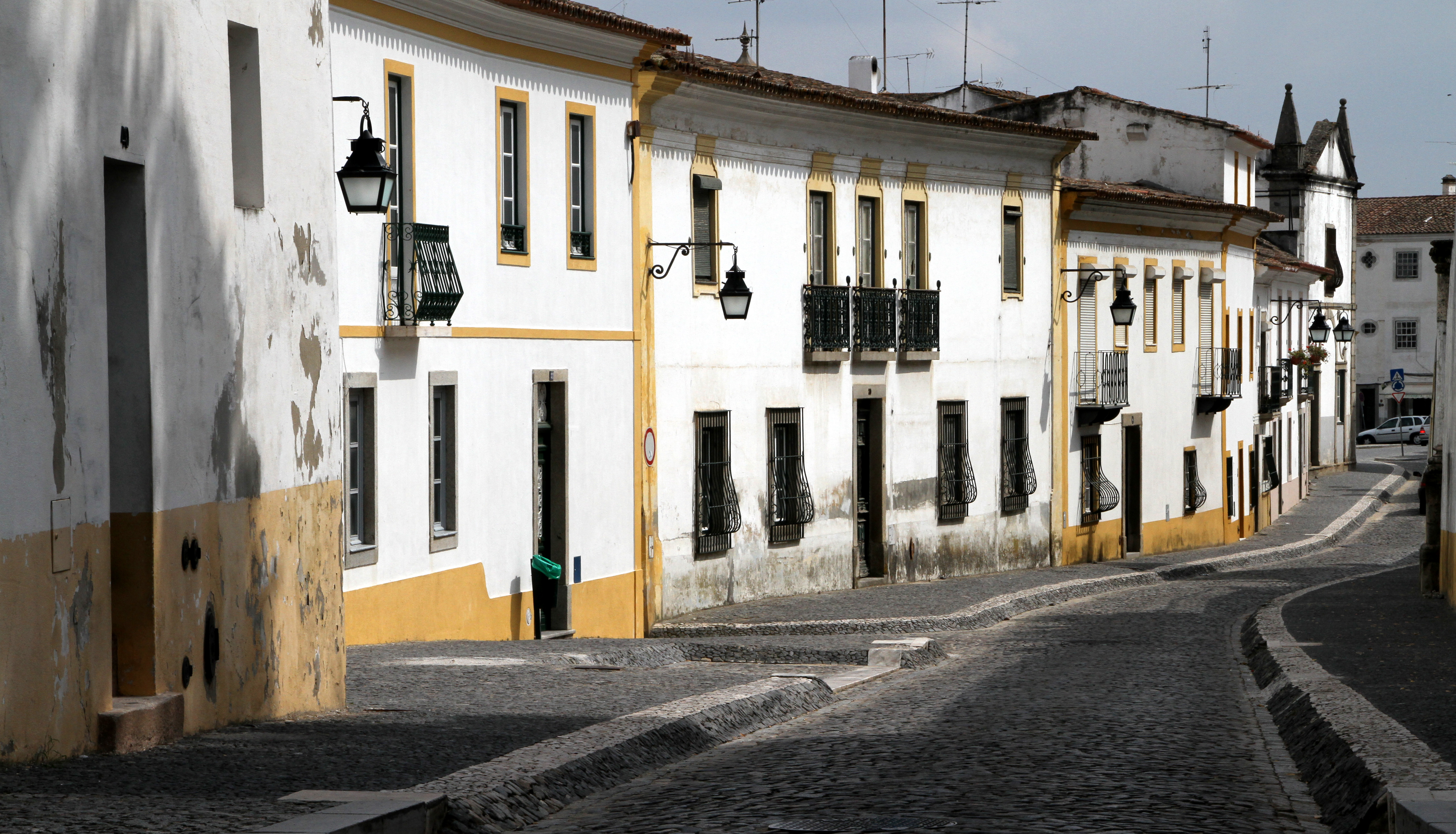
Gata
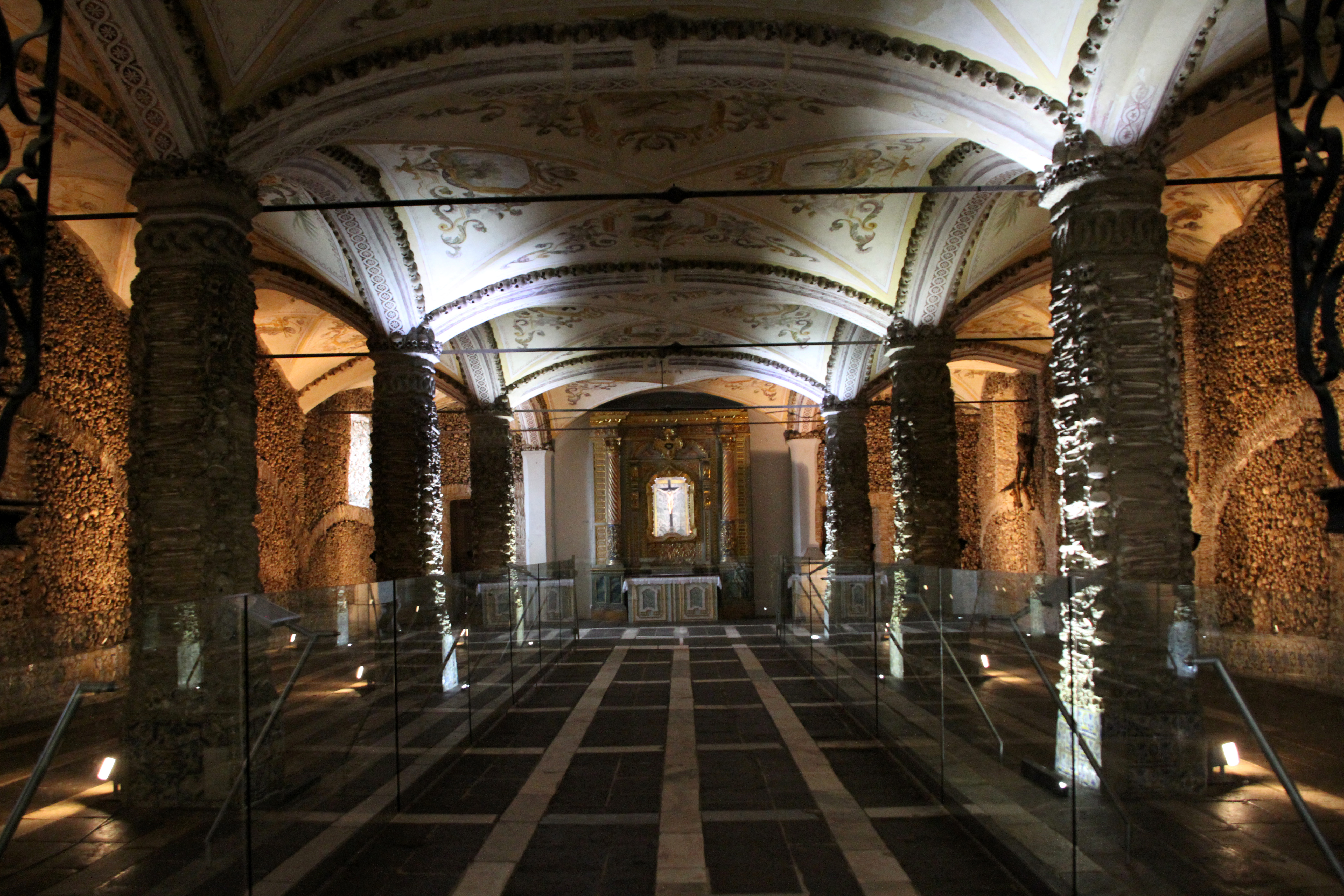
Capela dos Ossos
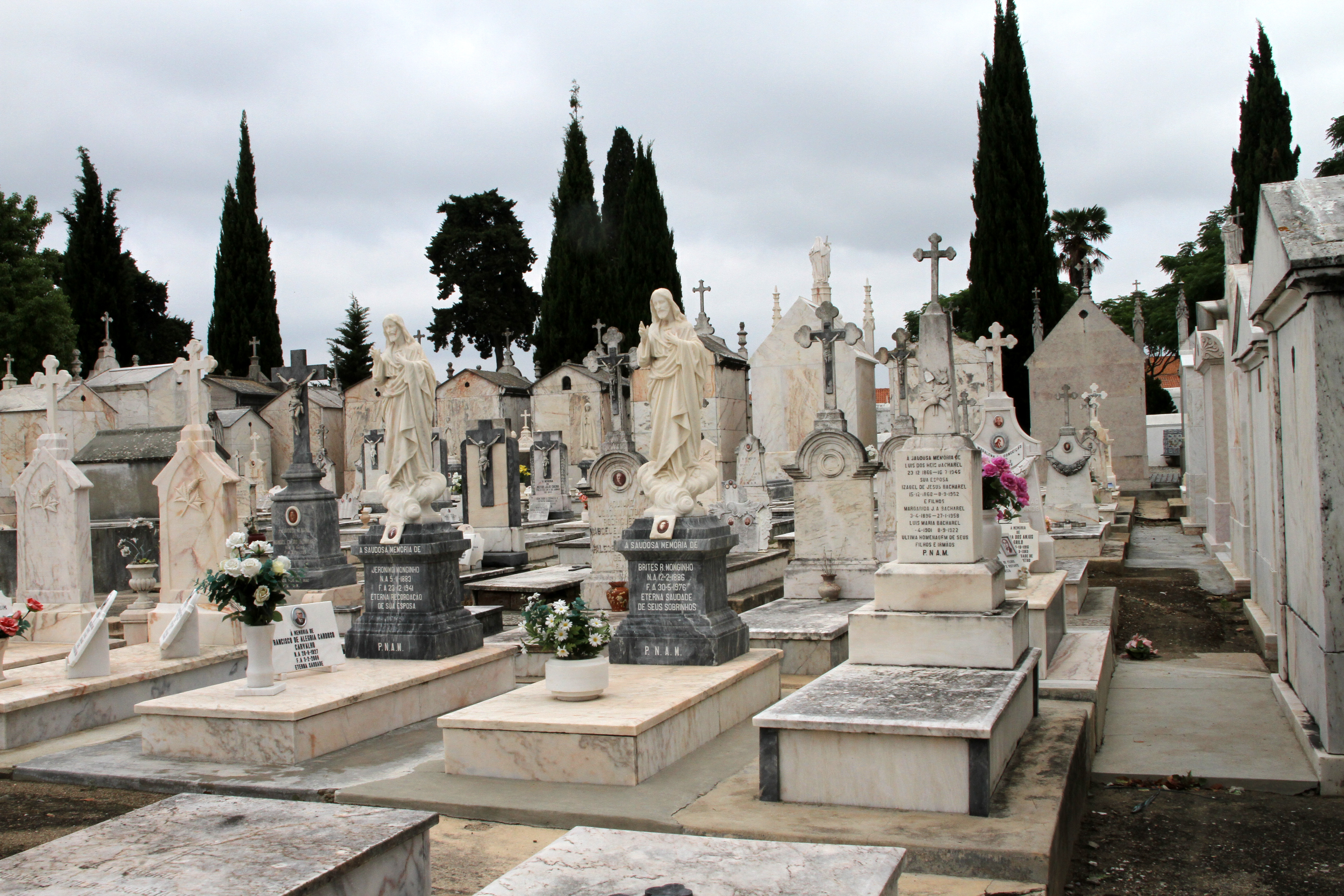
Kyrkogård
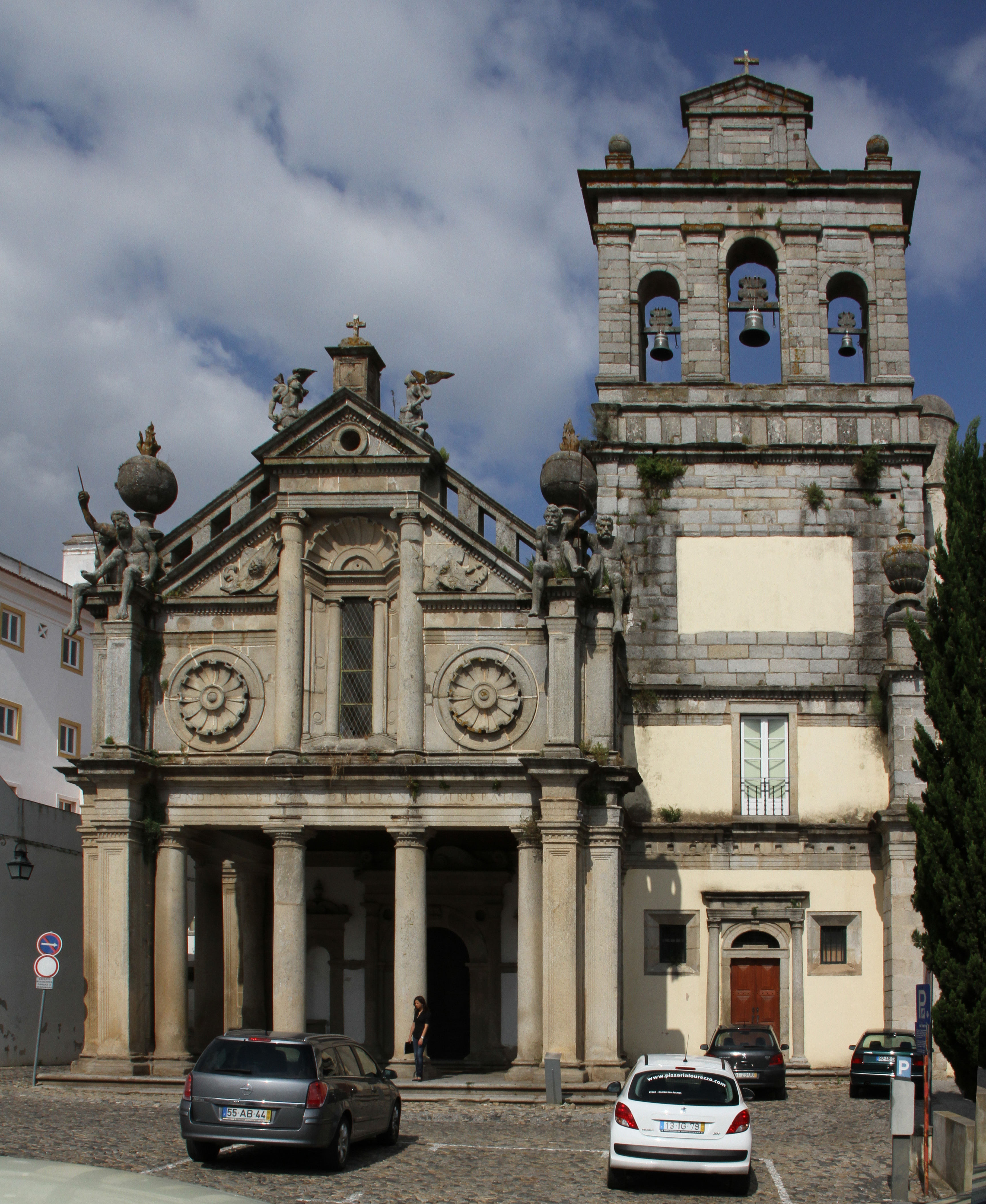
Igreja da Graça
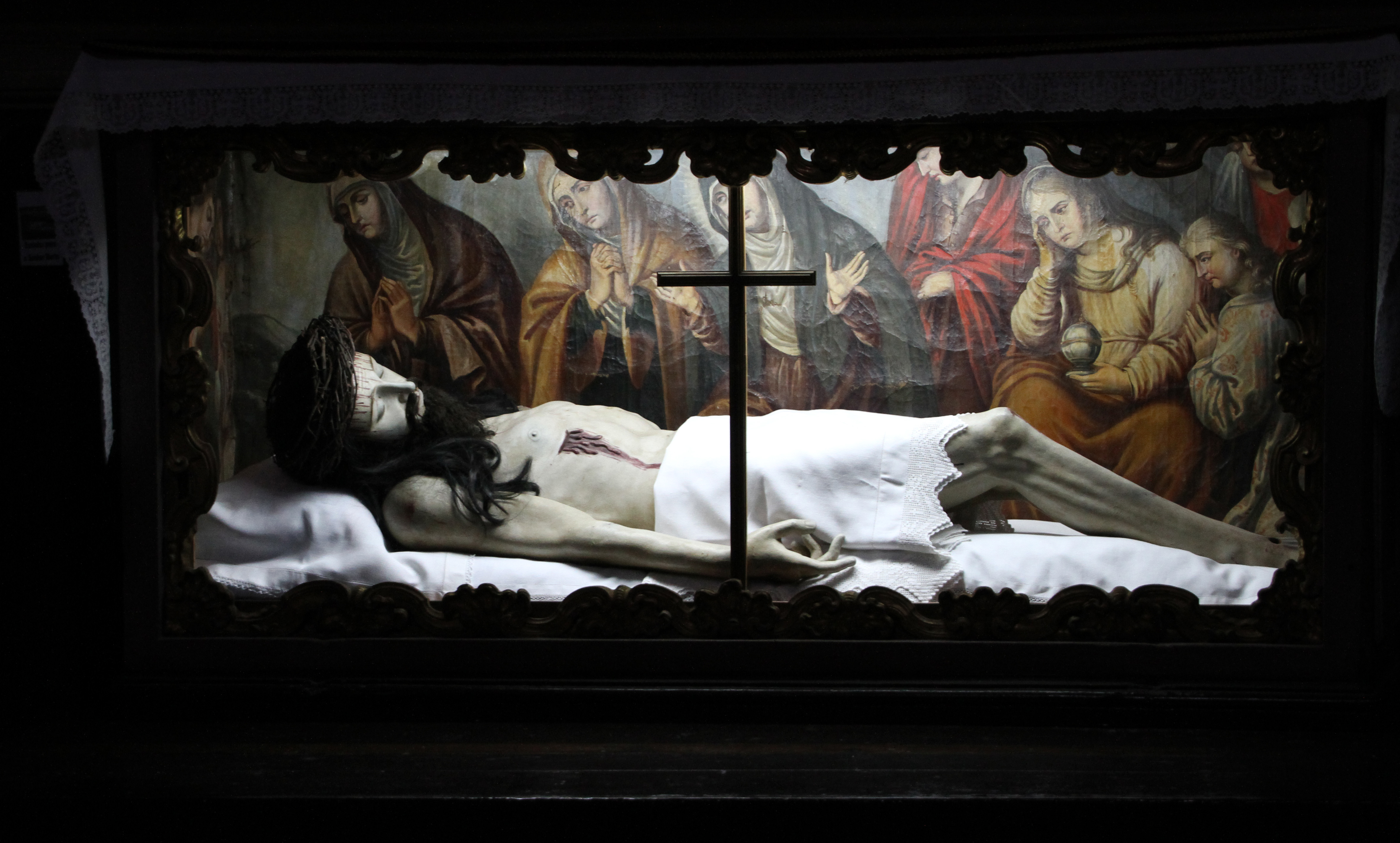
Kristusgraven i São Francisco